# Stefanus Alliance International
Stefanus Alliance International (SAI) est une organisation norvégienne de mission et de défense des droits de l'homme, qui se consacre à la défense de la liberté de croyance et de religion telle qu'exprimée dans l'article 18 de la Déclaration universelle des droits de l'homme. L'organisation est basée à Oslo, en Norvège. Sa devise, adoptée en 1996, est la suivante : « Ensemble pour les persécutés ».

## Histoire
Stefanus Alliance International est créée en 1967 par Monrad Norderval, Anutza Moise, Vemund Skard, Else-Marie Skard et Gulbrand Øverbye. Elle était auparavant connue sous le nom de Mission Behind the Iron Curtain (français : Mission derrière le rideau de fer) ou de Norwegian Mission to the East (français : Mission norvégienne à l'Est). Lors de sa réunion du 29 octobre 2011, l'organisation décide de changer de nom pour devenir Stefanus Alliance International à partir du 1er janvier 2012. Elle est nommée en référence au premier martyr de l'Église chrétienne, saint Étienne (norvégien : Stefanus).

## Activités
Stefanus Alliance International fournit un soutien moral, des soins et une aide pratique aux églises et aux individus persécutés ou opprimés en raison de leurs croyances religieuses. L’organisation défend également les droits des chrétiens et non chrétiens dont les droits religieux ont été bafoués. Elle a mis en service une station de radio en 1968, publié le journal Ropet fra Øst en 1971 (rebaptisé Magasinet Stefanus en 2012) et contribué à la création du service d'information Forum 18 en 2003.
L'ONG est partenaire du réseau international Christian Solidarity Worldwide (CSW) depuis 2001.
Stefanus Alliance International décerne tous les deux ans le Prix Stefanus, un prix pour la défense des droits de l'homme, aux personnes ayant apporté une contribution exceptionnelle au combat en faveur de la liberté de religion ou de conviction telle que définie par l'article 18 de la Déclaration universelle des droits de l'homme. Malgré ses racines historiques d'organisation missionnaire chrétienne, Stefanus Alliance International, en décernant le prix Stefanus, a reconnu les initiatives d'individus de différentes traditions religieuses.
Parmi les récents lauréats du Prix Stefanus, on peut citer Asma Jilani Jahangir (Pakistan), Mine Yildirim et Aykan Erdemir (Turquie), Wagma Feroz (Pakistan) et Aiman Umarova (Kazakhstan).

## Direction
Le 3 avril 2018, Stefanus Alliance International a rendu publique sa décision de nommer Ed Brown comme nouveau secrétaire général, à compter du 1er août 2018, en remplacement de Hilde Skaar Vollebæk.
Parmi les anciens secrétaires généraux figurent Lasse Trædal (1982-1989), John Victor Selle (1989-2002), Bjørn Wegge (2002-2013), Hans Aage Gravaas (2013-2017) et Hilde Skaar Vollebæk (2017-2018).